# 雲昌寺 (藤沢市)

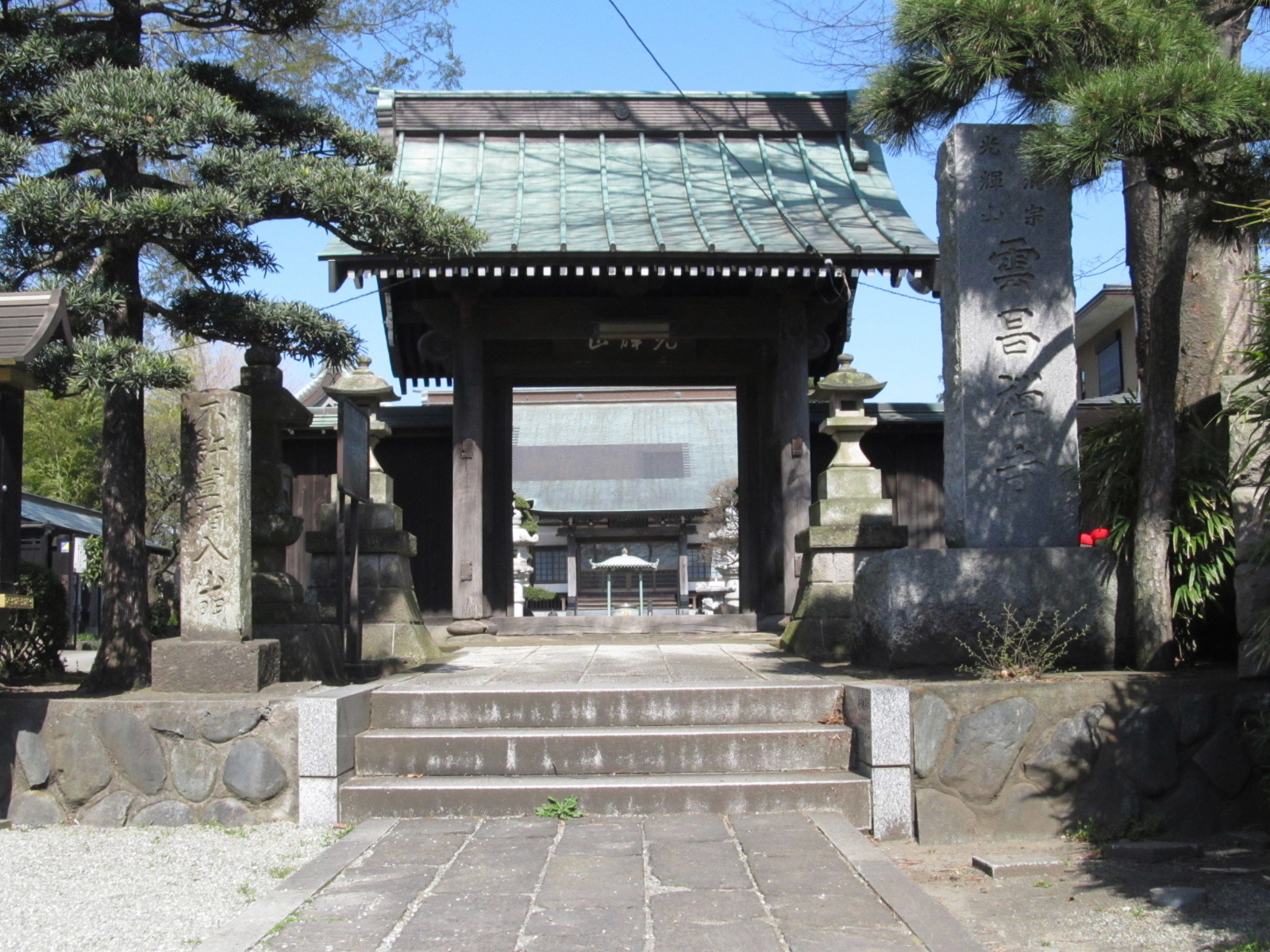
雲昌寺の山門

雲昌寺（うんしょうじ）は、神奈川県藤沢市亀井野にある曹洞宗の仏教寺院。山号は「光輝山」。

## 歴史
建保年間（1213年 - 1219年頃）に道済（北条義時）により開基。もとは瑞龍寺と称して現在の今田地区にあった。慶長元年（1596年）に水害で堂宇が流失したことから第4代の宗順により亀井野に移り、現山号に改めている。
豊臣秀吉が小田原の北条氏を攻略した際、関東の主要な地域に禁制を出したが、天正18年（1590年）4月亀井野村にも掲げられ、雲昌寺に当時の禁制が保存されている。
慶安元年（1648年）に江戸幕府から寺領九石の朱印を与えられる。

## 本尊
- 如意輪観音